# Wasa (Iringa)
Wasa ist ein Verwaltungsbezirk (englisch Ward) des Distrikts Iringa in der tansanischen Region Iringa.

## Geografie
Wasa liegt im südlichen Hochland von Tansania etwa 60 Kilometer Luftlinie südwestlich der Regionshauptstadt Iringa. Der Bezirk grenzt im Nordwesten an Mahuninga, im Norden an Kihanga, im Nordosten an Maboga, im Osten an Lumuli, im Südosten an Isalavanu und im Südwesten an Igombavu. Bei der Volkszählung 2022 lebten 11.116 Menschen in 2701 Haushalten auf einer Fläche von 436 Quadratkilometern.

## Gliederung
Der Bezirk besteht aus sieben Gemeinden (swahili Mtaa) mit 29 Orten (Kitongoji):
| Wasa - Kastamu - Utiga - Nyakigongo - Itawi - Nyamagola - Uhepwa | Ikungwe - Mkuzi - Makanyagio - Mkuta - Ikungwe - Tambalang’ombe | Ufyambe - Lwamanga - Ikonongo - Lunguya | Usengelindete - Igula - Umwaga - Itimbo - Kigasa | Ihomasa - Lupande - Vikula - Ihomasa - Mkondowa - Muungano | Ulata - Mwefu - Ulata - Ngonamwasi | Mahanzi - Kibulilo - Mahanzi - Kitamba |

## Infrastruktur
- Bildung: Im Bezirk liegen zwei weiterführende Schulen.[8] Die Wasa Secondary School ist eine staatliche Schule, die Tages- und Internatsschüler bis zur 4. Stufe ausbildet.[9] Die St. Monica Wasa Secondary School wird von der katholischen Kirche geleitet und bildet Tagesschüler ebenfalls bis zur 4. Stufe aus.[10]
- Gesundheit: In der Gemeinde Wasa liegen eine staatliche[11] und eine 1989 eröffnete private Apotheke.[12] Staatliche Apotheke gibt es auch in Ikungwe, Ufyambe, Usengelindete und Ihomasa.[13][14][15][16]